# Nephropathie vom Typ der dünnen Basalmembran
Die Nephropathie vom Typ der dünnen Basalmembran ist die häufigste Ursache von roten Blutkörperchen im Urin (Hämaturie) sowohl bei Kindern als auch bei Erwachsenen. Etwa 1 % der Bevölkerung ist betroffen. Meist findet sich im Urin zusätzlich eine leicht erhöhte Eiweißausscheidung (Proteinurie). Die glomeruläre filtrative Nierenfunktion ist in der Regel normal.

## Synonyme
Diese Krankheit heißt auch benigne Hämaturie oder englisch benign familial hematuria (BFH). Andere Synonyme sind zum Beispiel Syndrom der dünnen Basalmembranen beziehungsweise Syndrom der dünnen Basalmembran oder englisch thin basement membrane disease beziehungsweise thin glomerular basement membranes.
Manchmal spricht man auch von der sogenannten benignen rekurrierenden Hämaturie, von einer benignen familiären Hämaturie, von der Nephropathie mit Verschmälerung der glomerulären Basalmembran, von der dünnen Basalmembran-Nephropathie (thin basement membrane nephropathy), von der Nephropathie mit dünner Basalmembran, vom familiären Syndrom der dünnen glomerulären Basalmembranen oder auch von der Nephropathie der verschmälerten Basalmembran. Im Merck Manual finden sich die Bezeichnungen Erkrankung mit dünner Basalmembran und Dünne-Basalmembran-Erkrankung. Oliver Groß nennt folgende vier „Synonyme: Typ-IV-Kollagen-Erkrankung, familiäre benigne Hämaturie, familiäre Hämaturie und Syndrom der dünnen Basalmembran.“
Die dünne Basalmembrankrankheit hat in der Datenbank Online Mendelian Inheritance in Man die Nummern OMIM: 141200 und OMIM: 120131. Das Swiss Medical Forum spricht vom Krankheitsbild der dünnen Basalmembran.
Das Zentrum für Humangenetik des Universitätsklinikum Tübingen verwendet in seiner Panelübersicht den Begriff im Plural: „Alport Syndrom und Nephropathien vom Typ der dünnen Basalmembran: COL4A3, COL4A4, COL4A5, FN1, CD151, MYH9 (6 Gene).“ Ein anderes Labor untersucht im Subpanel Alport Syndrom und Nephropathien vom Typ der dünnen Basalmembran die sieben Gene COL4A3, COL4A4, COL4A5, FN1, CD151, MYH9 und PXDN.
International üblich sind die Abkürzungen TBMD, TBMN, TMN und BFH. Auf Französisch heißt die Krankheit néphropathie à membrane basale fine.
Seit 2016 soll bei heterozygoten Patienten die Diagnose „Alport-Syndrom“ gestellt werden (siehe unten).

## Pathophysiologie
Zum Beispiel durch einen Riss in der dünnen Basalmembran kommt es zum Übertritt von Blut in den Urin. Eine dadurch verursachte Anämie wird jedoch nicht beschrieben.

## Diagnostik
Bei der elektronenmikroskopischen Untersuchung von Nierengewebe fällt in den Nierenkörperchen eine Verdünnung der Basalmembran auf, einem wichtigen Bestandteil der Blut-Harn-Schranke. Bei gesunden Erwachsenen ist die Basalmembran etwa 300 bis 400 nm dick, bei Betroffenen nur 150 bis 225 nm. Bei einer Sklerodermie kommt es dagegen zu einer Verdickung der Basalmembranen.
Die Erkrankung tritt familiär gehäuft auf. In Biopsiestudien wird sie in 5 bis 9 Prozent gefunden. In circa 40 % der Fälle findet man Mutationen in den gleichen Genen, die auch beim autosomal rezessiven Alport-Syndrom verändert sind. Einige Fälle der Nephropathie vom Typ der dünnen Basalmembran sind möglicherweise heterozygote Überträger des Alport-Syndroms.
Der Verlauf ist in meist gutartig, in der Regel kommt es nicht zu einem Verlust der Nierenfunktion.

## Differentialdiagnosen
Wurden andere Blutungsquellen der ableitenden Harnwege, insbesondere Tumoren und Harnsteine, durch eine urologische Untersuchung ausgeschlossen, ist eine invasive Diagnostik mittels Nierenpunktion nur bei untypischen Verläufen mit hoher Eiweißkonzentration im Urin oder bei einer Nierenfunktionseinschränkung erforderlich. Differentialdiagnostisch kommen in diesen Fällen in erster Linie eine IgA-Nephritis oder ein Alport-Syndrom in Frage.

## Therapie
Eine Behandlung der Nephropathie vom Typ der dünnen Basalmembran ist nicht notwendig. Es existiert auch keine spezifische Therapie.

## Geschichte
Im Rahmen der frühen Forschungen zum Alport-Syndrom finden sich auch Hinweise auf Fälle einer benignen familiären Hämaturie. So beschrieb Leonard Guthrie 1902 eine idiopathische kongenitale familiäre Hämaturie. Kendall und Hertz forschten 1912 zur hereditären familiären kongenitalen hämorrhagischen Nephritis.

## Aktuelle Nomenklatur seit 2016
Heute wandelt sich der Begriff. „Das Alport-Syndrom führt X-chromosomal hemizygot oder autosomal homozygot immer zum terminalen Nierenversagen. Früher noch als Syndrom der dünnen Basalmembran oder familiäre benigne Hämaturie bezeichnet, haben heterozygote Anlageträger für Alport Mutationen (über 1 % der Gesamtbevölkerung) häufig keinen benignen Verlauf. Deshalb fassen wir mittlerweile auch heterozygote Patienten auch unter der Diagnose „Alport-Syndrom“ zusammen.“